# Кротовый уж
Кротовый уж, или кротовая змея (лат. Pseudaspis cana) — вид змей из монотипического рода Pseudaspis, обитающий в Южной Африке.

## Описание
Общая длина достигает 2 м, голова не шире туловища. Тело коренастое. Нос немного «крючком». Чешуя обычно гладкая. Окраска взрослых змей может быть гладко-чёрной, коричневой или красной, очень редко с пятнами. Молодые особи всегда пятнистые.

## Распространение
Обитает в Анголе, Намибии, Ботсване, Зимбабве, Замбии, Кении, Уганде, Демократической республике Конго, Руанде, Бурунди, Малави, Танзании, Мозамбике, Эсватини, Южно-Африканской Республике.

## Образ жизни
Любит луга, кустарники, полупустыни, горные места. Тяготеет к домам и фермам, люди не препятствуют этому, учитывая, что эта змея отпугивает хищников. Питается преимущественно златокротовыми, мышеобразными грызунами, а также яйцами морских птиц.
Это живородящая змея. Самка рождает 25—40 особей, крайне редко 100, длиной 20—30 см.